# Стрелка Васильевского острова
Стрелка Васильевского острова — мыс на восточной оконечности Васильевского острова в Санкт-Петербурге, омываемый Большой Невой и Малой Невой; один из самых известных архитектурных ансамблей города; пример гармонии архитектуры города с пейзажем берегов Невы.
Стрелка Васильевского острова относится к исторической части Санкт-Петербурга и вместе с находящимся здесь комплексом памятников входит в список объектов всемирного наследия ЮНЕСКО; это один из центров притяжения туристов. Ансамбль стрелки, сложившейся в XIX веке, занимает ключевое место в панораме Санкт-Петербурга. Здесь расположены многочисленные памятники архитектуры и музеи: здание Биржи, Кунсткамера, Зоологический музей, Здание двенадцати коллегий, Здание Академии наук, Ростральные колонны. До 1885 года на Стрелке существовал Петербургский морской порт. Построенные уже в XX веке пятипролётные Дворцовый и Биржевой мосты подчёркивают чёткую симметрию Стрелки Васильевского острова и её взаимосвязь с другими частями города.

## Наименование
Стрелка — аккумулятивная речная форма, в плане имеющая вид острого клина. Образуется между двумя сливающимися речками или у слияния обтекающих его проток в нижнем по течению окончании острова.
Точное происхождение названия «Васильевский остров» не установлено. Известно древнее прибалтийско-финское (ижорское) название этого острова — Хирвисаари (фин. Hirvisaari — Лосиный остров). Упомянут как «Васильев остров» в устье Невы в Новгородской писцовой книге 1500 года в списке Никольского Ижорского погоста. По одной из легенд название происходит от имени новгородского посадника Василия Селезня, в другом источнике Василия Казимера, по крайней мере, уже в книге Вотской пятины под 1500 год встречается наименование этого острова Васильевским.
Коллежская площадь находилась между современными Менделеевской линией и Биржевым проездом. Название появилось в 1753 году и просуществовало вплоть до 1900-х годов. Дано по выходившему главным фасадом на площадь зданию Двенадцати коллегий. Параллельно с 1790 по 1844 годы существовало название Биржевая площадь, по находившейся в то время на месте дома 4 по набережной Макарова здания Биржи. В начале XX века название Биржевая площадь перешло к площади между Университетской набережной и набережной Макарова. С 1937 по 1989 годы носила название Пушкинская площадь, в честь А. С. Пушкина.

## История

### Предыстория
В соответствии с переписной книгой 1500 года на самом большом острове в дельте Невы находились владения новгородского посадника Василия Селезня, в другом источнике Василия Казимера. На восточном мысу острова в начале XVIII века появились ветряные мельницы-лесопильни, установлена артиллерийская батарея капитана Василия Корчмина, успешно защищавшая строящийся Петербург от морского вторжения шведов. В 1709 году Пётр I подарил Васильевский остров генерал-губернатору Петербурга А. Д. Меншикову, чей дворец стал первой жилой постройкой на острове.

### Формирование ансамбля стрелки
В 1716 году утверждён Генеральный план Петербурга архитектора Доменико Трезини, согласно которому Васильевский остров должен был стать центром города. Здесь планировалось разместить правительственные и прочие государственные учреждения, торговые центры. На восточном мысе острова предполагалась замкнутая трапециевидная площадь (с 1753 года до 1900-х годов носила название Коллежская площадь), окружённая по периметру жилыми домами.
Однако вскоре Пётр I решил сделать стрелку культурным и деловым центром города. Под эти цели Трезини в 1719—1721 годы создал новый проект, предусматривающий постройку правительственных учреждений — коллегий, а также биржи, гостиного двора и собора. Главенствовать на площади должно здание Двенадцати коллегий, вытянувшееся с севера на юг на 400 метров, как бы расчленяющее Васильевский остров на две неравные части. Одновременно с ним на берегу Малой Невы начато строительство Гостиного двора. Это было огромное двухэтажное здание, стены которого в периметре составляли 750 метров. Перед зданием со стороны Малой Невы располагалась торговая пристань, а со стороны площади — вдоль фасада шла галерея. С южной стороны площади на берегу Большой Невы по проекту архитектора Г. Маттарнови построено здание Кунсткамеры, в котором предполагалось разместить музей, библиотеку, астрономическую обсерваторию и анатомический театр. Рядом (на месте современного Зоологического музея) появился двухэтажный на высоком подвале в стиле петровского барокко дворец царицы Прасковьи Фёдоровны. Его начали строить в 1720-х годах, но в 1728 году недостроенным передали Академии наук. Здесь расположились типография, инструментальные мастерские, книжная лавка, гравировальный и рисовальный классы, географический департамент. В типографии печатали газету «Санкт-Петербургские ведомости». Северный берег оставался портовым районом, менее благоустроенным. Здесь вдоль Малой Невы рядом с Гостиным двором появились каменный дом барона Строганова, рядом дом президента юрист-коллегии графа П. М. Апраксина, далее вплотную дома князя С. И. Милославского, первого коменданта Петербурга К. А. Нарышкина, а также дома Демидовых и Лопухиных. В 1730-е сюда с Петербургского острова перевели порт и в этих зданиях разместились биржа, таможня, склады товаров. Между академическим и торговыми комплексами располагалась обширная неблагоустроенная территория.

### Архитектурный ансамбль Стрелки
Перед высшим государственным учреждением Российской империи, зданием Двенадцати коллегий образовалась обширная Коллежская площадь, открытая на акваторию Невы на неблагоустроенном и неурегулированном восточном мысу. На мысу находился широкий деревянный помост с «иллюминационным театрумом». В 1750-е годы посередине площади по проекту И. Я. Шумахера был поставлен специальный павильон для Готторпского глобуса. Согласно плану 1767 года, утверждённому Комиссией о каменном строении Санкт-Петербурга и Москвы, площадь следовало завершить с восточной стороны строительством расположенных полукругом зданий.
С 1783 по 1789 годы по проекту архитектора Джакомо Кваренги в стиле классицизма на берегу Большой Невы западнее Кунсткамеры, симметрично старому дворцу Прасковьи Фёдоровны, построено главное здание Академии наук. В новом здании появились квартиры профессоров, зал для заседаний, книжный магазин и типография. Одновременно на берегу Невы юго-западнее ныне существующей биржи по проекту Кваренги началось возведение здания новой Биржи. В плане он представлял собой вытянутый овал, с массивными стенами и шестиколонными портиками с широкими лестницами. К 1787 году здание подвели под крышу, но затем строительство приостановили, в связи с началом русско-турецкой войны. В 1800-х годах по проекту архитектора Кваренги на участке напротив Старого Гостиного двора в северной части Коллежской площади возводится здание Новобиржевого Гостиного двора. Планировка состояла из отдельных изолированных помещений, использовавшихся под склады, объединённых снаружи галереей в виде открытой сводчатой аркады. Внутри имеется обширный двор.
В 1805—1810 годах архитектор Тома-де-Томон построил на пустом пространстве по оси Калужской площади здание новой Биржи, отвечающее потребностям растущей экономики России. Величественное здание выполнено в стиле античных храмов. Перед зданием архитектор установил две Ростральные колонны со статуями морских божеств у подножия. Мнение о том, что скульптуры у подножия колонн являются аллегориями, олицетворяющими четыре русские реки (Волхов и Неву у южной колонны, Днепр и Волгу у северной колонны), возникло относительно недавно и не подтверждается документами. Одновременно с созданием биржи в 1800-х годах началось устройство каменных набережных Большой и Малой Невы. Перед биржей появилась полукруглая площадь, открытая к водным просторам, предназначенная для устройства парадной пристани морского порта. Набережная сооружена на сваях, забитых в дно реки за пределами береговой линии и насыпан грунт. Расположенный в створе речного фарватера композиционный центр, решен в форме двухъярусного выступа. С наружной стороны его огибают спуски-пандусы с гранитными парапетами до открытой площадки пристани с уходящими в воду ступенями. Сооруженные в 1826—1832 годах по проекту архитектора И. Ф. Лукини Южный и Северный пакгаузы, определили строгую симметричность ансамбля. В состав Южного пакгауза кроме складских корпусов вошли Дом таможенных чинов и Экспозиционный зал, который предназначался для проведения российских мануфактурных выставок (первая прошла в 1829 году). Архитектор Лукини на набережной Малой Невы построил новое здание Таможни, силуэт которого с купольным завершением корреспондировал с башней Кунсткамеры. В 1827—1830 годах на Коллежской площади разбит Биржевой сад. В это же время здание Двенадцати коллегий передано Санкт-Петербургскому университету.
Крупные изменения продолжились на Стрелке Васильевского острова после 1885 года, когда морской порт перевели на Гутуевский остров. Старый Гостиный двор разобрали в начале XX века, и на его месте возвели несколько общественно-административных зданий. Коллежская площадь фактически была уничтожена, постройкой на её территории в 1899—1904 годах по проекту архитектора Л. Н. Бенуа Клинического повивально-гинекологического института. В 1896 году на мысу стрелки разбили сквер (архитектор Н. М. Салько, садовый мастер — П. И. Визе, скульптор — Д. И. Иенсен). Сквер был разрушен наводнением 1924 года и вновь создан в 1926 году по проекту Л. А. Ильина. В 1899—1900 годах рассматривалась возможность строительства Концертного зала на насыпном продолжении стрелки. Проект разработали архитекторы Василий Шене и В. И. Чагин, по их плану между Зимним дворцом и Петропавловской крепостью должно было возникнуть монументальное здание в стиле модерн, увенчанное объёмной короной. Проект не был реализован, так как здание сочли диссонирующим с окружающей застройкой. В Бирже продолжали заключаться оптовые сделки, в том числе с иностранными торговцами. Здесь проводились собрания купечества. Рядом с товарной начала действовать фондовая биржа, значение которой постепенно возрастало. В 1895 году Экспозиционный зал южного пакгауза передали Академии наук для устройства Зоологического музея.
В начале XX века Биржевая площадь превратилась в арену, на которой проходили демонстрации и митинги. Вместо трибуны участники митингов использовали ступени Биржи. Начиная с 1919 года Биржевая площадь превратилась в место проведения народных гуляний

### Стрелка после 1917 года
В послереволюционное время в здании Биржи размещался клуб моряков, затем Торговая палата Северо-Западной области со своим музеем, биржа чернорабочих, Совет по изучению производственных сил СССР, Энергетический институт, Всесоюзный трест «Союзформолитьё» и другие учреждения. Большую часть здания Таможни занял «Центроспирт». С 1927 года всё здание было передано Институту русской литературы Академии наук и Литературному музею — Пушкинскому дому.
В 1925—1926 годах на оконечности Стрелки Васильевского острова по проекту архитектора Л. А. Ильина произведена перепланировка сквера в регулярном стиле с газонами и цветниками, разрушенном в результате наводнения 1924 года. В 1920-х годах в Северный пакгауз перевели Геологический и Минералогический музей, который работал здесь до 1962 года. В 1940 году здание Биржи передали Центральному Военно-морскому музею.
В годы Блокады 1941—1944 годов стрелка подвергалась интенсивным артобстрелам и бомбардировкам. В 1949 году в помещениях Северного пакгауза основана Лаборатория геологии и геохронологии докембрия, в дальнейшем преобразованная в академический институт. Рядом с 1948 года размещается Институт химии силикатов имени Гребенщикова. В 1950—1970-х годах в Музейном флигеле Академии наук работал Институт теоретической астрономии АН СССР.
На Менделеевской линии 21 ноября 1986 года торжественно открыт памятник М. В. Ломоносову, скульпторов Б. А. Петрова и В. Д. Свешникова. В 2003 году к 300-летию Санкт-Петербурга в сквере на Биржевой площади установлен якорь начала XVIII века, обнаруженный в районе Гавани. Тогда же на набережной Биржевой площади установили памятный знак «Стрелка Васильевского острова: 300-летию города, порта и таможни». На бронзовом барельефе — изображение архитектурного ансамбля Стрелки Васильевского острова на 1830-е годы, с поясняющей надписью «Здесь находился крупнейший центр внешней торговли Российской империи». В 2004 году на Тифлисской улице радом со зданием Института физиологии имени И. П. Павлова РАН установлен памятник первому нобелевскому лауреату России И. П. Павлову скульптора А. Г. Дема.
В советское время появилась традиция: молодожёны разбивали о причальную стенку на Стрелке бутылку шампанского (для счастливой семейной жизни). Сейчас на спусках к Неве молодожёны отпускают в небо белых голубей. С 2006 по 2008 годы на Неве напротив Стрелки находился один из самых больших фонтанов Европы, с высотой основных струй 15-20 метров (высота центральной струи — 60 метров). Он работал с музыкальным сопровождением, а в тёмное время суток — со световым представлением.

### Изменение панорамы Стрелки Васильевского острова в 2008 году
В 2008 году исторический облик Стрелки Васильевского острова был, по мнению специалистов, непоправимо искажён строительством высотных зданий в районе ДК имени Кирова. Когда в мае 2008 года по этому поводу разразился скандал, и городская общественность назвала эту стройку «градостроительным преступлением», правительство Санкт-Петербурга предложило застройщику, которому ранее было выдано разрешение на строительство, уменьшить этажность возводимого здания. Застройщик отказался это сделать и заявил, что иначе обратится в суд.
Помимо этого строительства, существует также проект «Морской Фасад», который может привести к ещё худшим последствиям для гармонии архитектурного ансамбля Стрелки Васильевского острова.

## Карта ансамбля Стрелки
1Биржа
2,3Ростральные колонны
4Северный пакгауз
5Южный пакгауз
6Кунсткамера
7Здание Академии наук
8Музейный флигель
9Здание Двенадцати коллегий
10Новобиржевой Гостиный двор
11Таможня
12Институт акушерства и гинекологии имени Отта
13Памятник Ломоносову

## Архитектурный ансамбль

### Биржа(Биржевая площадь, 4)
Биржа, или Центральный Военно-морской музей, или Государственный Эрмитаж . Филиал — здание в стиле классицизма построено в 1805—1810 годах по проекту архитектора Ж.-Ф. Тома де Томона. Торжественно открытое в 1816 году, предназначалось для проведения Биржевых собраний для совершения торговых сделок и заседания биржевого комитета. Здание Биржи решено по типу античного храма с дорической колоннадой на высоком гранитном подиуме, к которому ведут широкие лестницы и пологие пандусы. С 1939 году здесь размещается Центральный Военно-морской музей, который в 2012 году переехал в бывшие Крюковы казармы на площади Труда. В 2013 году здание передано Государственному Эрмитажу для приспособления под музейные цели и находится на реконструкции, для размещения музея геральдики и русской гвардии.

### Ростральные колонны
Ростральные колонны (лат. rostrum — нос корабля) — две монументальные колонны дорического ордера установлены у спуска к Неве по проекту архитектора Ж.-Ф. Тома де Томона одновременно со зданием Биржи в 1805—1810 годах. Колонны, торжественно открытые в 1816 году, являются и памятником военно-морской славы России. Они служили маяками, зажигались ночью и в туман, и служили до 1885 года, когда торговый порт перевели на Гутуевский остров. Каждая колонна высотой 32 метра, украшена металлическими скульптурными изображениями ростр — носовых частей кораблей и изображениями якорей. У подножий 4 скульптуры выполненные из пудостского камня. На вершинах установлены металлические треножники с чашами-светильниками. Колонны покоятся на ступенчатых гранитных основаниях, служащих постаментами каменных скульптур, которые по одной из версий представляют аллегорические изображения, олицетворяющие четыре русские реки (у южной — Волхов и Нева, у северной — Днепр и Волга). В 1957 году к чашам светильников был проведён газ. По традиции факелы Ростральных колонн зажигаются в дни празднеств и торжеств.

### Северный пакгауз Биржи(набережная Макарова, 2)
Северный пакгауз Биржи, или Институт химии силикатов имени Гребенщикова РАН, или Музей почвоведения имени Докучаева — здание в классическом стиле построено в 1826—1832 годах по проекту архитектора А. Д. Захарова к северу от здания Биржи. Предназначалось для хранения портовых товаров. Композиция главного фасада, обращена на набережную Макарова и украшена портиками из 12 полуколонн, торцом стоит к Ростральным колоннам. Сейчас в здании Северного пакгауза размещаются Институт химии силикатов имени И. В. Гребенщикова РАН, Институт геологии и геохронологии докембрия и Центральный музей почвоведения им. В. В. Докучаева.

### Южный пакгауз Биржи(Университетская набережная, 1)
Южный пакгауз Биржи или Зоологический музей — здание в классическом стиле построено в 1826—1832 годах по проекту архитектора А. Д. Захарова к югу от здания Биржи. Предназначалось для хранения портовых товаров. Композиция главного фасада, обращена на Университетскую набережную. В Южном пакгаузе было создано обширное помещение для экспозиции первой русской промышленной выставки. В 1896 году здание передано для размещения в нём Зоологического музея.
- Южный пакгауз Биржи
- Здание Биржи
- Ростральные колонны
- Северный пакгауз Биржи

### Кунсткамера(Университетская набережная, 3)
Кунсткамера (нем. Kunstkammer — комната редкостей) или Музей антропологии и этнографии имени Петра Великого — здание в стиле петровского барокко на Университетской набережной было построено в 1718—1734 годах по проекту архитектора Г. И. Маттарнови и предназначалось для библиотеки и коллекции «монстров и раритетов», собираемой Петром I. После большого пожара 1737 года восстановлением в 1754—1758 годах занимался архитектор С. И. Чевакинский. Здание состоит из двух однотипных корпусов, объединённых центральным объёмом с многоярусной башней. В башне размещалась первая обсерватория. В 1887 году по Таможенному переулку был пристроен флигель. В 1836 году на основе коллекций Кунсткамеры создано несколько академических музеев (Зоологический, Этнографический, Ботанический, Минералогический). В 1878 году в здании открылся Музей антропологии и этнографии имени Петра Великого. В 1949 году в помещении Кунсткамеры был открыт музей М. В. Ломоносова.

### Здание Академии наук(Университетская набережная, 5)
Здание Академии наук в классическом стиле построено в 1783—1789 годах по проекту архитектора Дж. Кваренги. Прямоугольное в плане здание с облицованным гранитом этажом, центральным портиком с восемью колоннами ионического ордера, наружными гранитными лестницами. В XX веке здесь находились учреждения Академии наук: Русское ботаническое общество, Институт языка и мышления, Административно-хозяйственное управление Ленинградского отделения Академии наук, Центракадемснаб АН СССР. Сейчас в этом здании находится Санкт-Петербургский научный центр Российской академии наук.

### Музейный флигель Академии наук(Менделеевская линия, 1)
Музейный флигель Академии наук построен в 1826—1831 годах в классическом стиле по проекту архитектора И. Ф. Лукини позади главного здания Академии наук. Оно предназначалось для типографии Академии наук и коллекции академического музея (Зоологический и Азиатский музеи, Минералогический и Ботанический кабинеты, Химическая лаборатория). Решение фасада Музейного флигеля перекликается со здание Новобиржевого гостиного двора. Двухэтажное П-образное сооружение с трех сторон ограничивает двор главного корпуса Академии наук. Внутренние углы здания отмечены невысокими куполами. Сейчас здесь находятся Петербургские филиалы Института земного магнетизма, ионосферы и распространения радиоволн им. Н. В. Пушкова, Института океанологии им. П .П. Ширшова, Института истории естествознания и техники им. С. И. Вавилова, а также отделение издательства «Наука», хранилище академического архива, Медицинский научный центр «Института экспериментальной медицины».

### Здание Двенадцати коллегий(Университетская набережная, 7)
Здание Двенадцати коллегий, или Императорский университет, или Санкт-Петербургский государственный университет. Здание в стиле барокко возведено в 1722—1736 годах по проекту архитектора Д. Трезини. Построено для размещения Сената, Синода и десяти министерств (коллегий: «коллегия иностранных дел», «мануфактур-коллегия», «военная коллегия», «адмиралтейская коллегия», «юстиц-коллегия», «коммерц-коллегия», «берг-коллегия», штатс-контор-коллегия, «камер-коллегия», «ревизион-коллегия», «вотчинная коллегия», «главный магистрат»). Выстроено из двенадцати однотипных корпусов, вплотную приставленных друг к другу и обращенных к Неве узким торцевым фасадом. После реформирования коллегий в 1806 году здание передали Главному педагогическому институту, а в 1819 году — вновь созданному Петербургскому университету. Сейчас здесь размещается Санкт-Петербургский государственный университет (в советское время — Ленинградский Государственный университет им. А. А. Жданова): Ректорат и Биологический факультет.
- Здание Двенадцати коллегий
- Памятник Ломоносову на Менделеевской линии
- Здание Академии наук
- Кунсткамера

### Новобиржевой Гостиный двор(Менделеевская линия, 5)
Новобиржевой гостиный двор, или Ленинградский университет, или Санкт-Петербургский государственный университет. Построено в классическом стиле в 1800—1815 годах по проекту архитектора Д. Кваренги как склады товаров. Двухэтажное здание в виде замкнутого четырёхугольника с большим внутренним двором. Нижний этаж представляет собой открытую аркаду, образующую обходную галерею. Окна второго этажа обрамлены полуциркульными наличниками. Стены обработаны рустом, завершены карнизом. На втором этаже были устроены открытые галереи, обращенные в сторону двора. В 1917—1937 годах помещения занимали склады милиции. В 1936 году по проекту архитекторов Я. Я. Кетчера и В. И. Пилявского надстроен 3-й этаж. С 1934 года здание занимает Санкт-Петербургский государственный университет: исторический и философский факультеты, и Медицинский колледж СПбГУ.

### Таможня(набережная Макарова, 4)
Таможня или Пушкинский дом. Здание на набережной Макарова в классическом стиле построено в 1829—1832 годах по проекту архитектора И. Ф. Лукини для размещения таможни при порте на Стрелке Васильевского острова. Центральная часть фасада выделена восьмиколонным ионическим портиком, над которым возвышается башня, завершенная куполом. С 1927 года в здании Таможни находится Институт русской литературы (Пушкинский Дом) Академии наук и Литературный музей.

### Институт акушерства и гинекологии имени Отта(Менделеевская линия, 3)
Императорский Клинический повивально-гинекологический институт или НИИ акушерства и гинекологии имени Д. О. Отта. Появилось в 1904 году на подковообразном участке между Менделеевской линией и Биржевым проездом по проекту архитектора Л. Н. Бенуа для Клинического повивального института. Фасады здания института и флигели решены в формах поздней классической эклектики. В 1989 году институту присвоено имя основателя клиники Д. О. Отта.
- Новобиржевой гостиный двор
- Вид стрелки Васильевского острова с вертолёта
- Институт акушерства и гинекологии имени Отта,
центральный корпус
- Музейный флигель

| - Памятный камень «Здесь находился крупнейший центр внешней торговли Российской империи» - Марка с изображением полярного дирижабля «Норвегия» над Стрелкой Васильевского острова - Банкнота достоинством 50 рублей Банка РФ с изображением Стрелки Васильевского острова |

## Транспорт
Ближайшие станции метро к Стрелке Васильевского острова:  «Адмиралтейская» (пешком до Биржевой площади 1,2 км),  «Спортивная» (1,5 км),  «Невский проспект» (1,8 км),  «Горьковская» (2,1 км),  «Василеостровская» (2,5 км).
На Биржевой площади есть остановка наземного общественного транспорта «Биржевая площадь». На ней останавливаются автобусы № 10, 191 и троллейбус № 7. На Университетской набережной остановки общественного транспорта «Университетская набережная» и «Университет»: автобусы № 7, 24, 47 и троллейбусы № 1, 10, 11.